# У Ну
У Ну (бирм. ဦးနု, англ. U Nu; 25 мая 1907, Вакема, округ Мьяунмья, Британская Бирма — 14 февраля 1995, Янгон, Союз Мьянма) — бирманский политический и государственный деятель.

## Биография
- 1929 — окончил Рангунский университет.
- 1930-е — президент Союза студентов Рангунского университета и казначей «Добама асиайон». Соучредитель Народно-революционной партии, на базе которой будет создана Социалистическая.
- 1942—1945 — министр иностранных дел и информации в правительстве Ба Мо, созданном японскими оккупантами.
- 1945—1947 — спикер Учредительного собрания.
- 1947—1958 — президент Антифашистской лиги народной свободы.

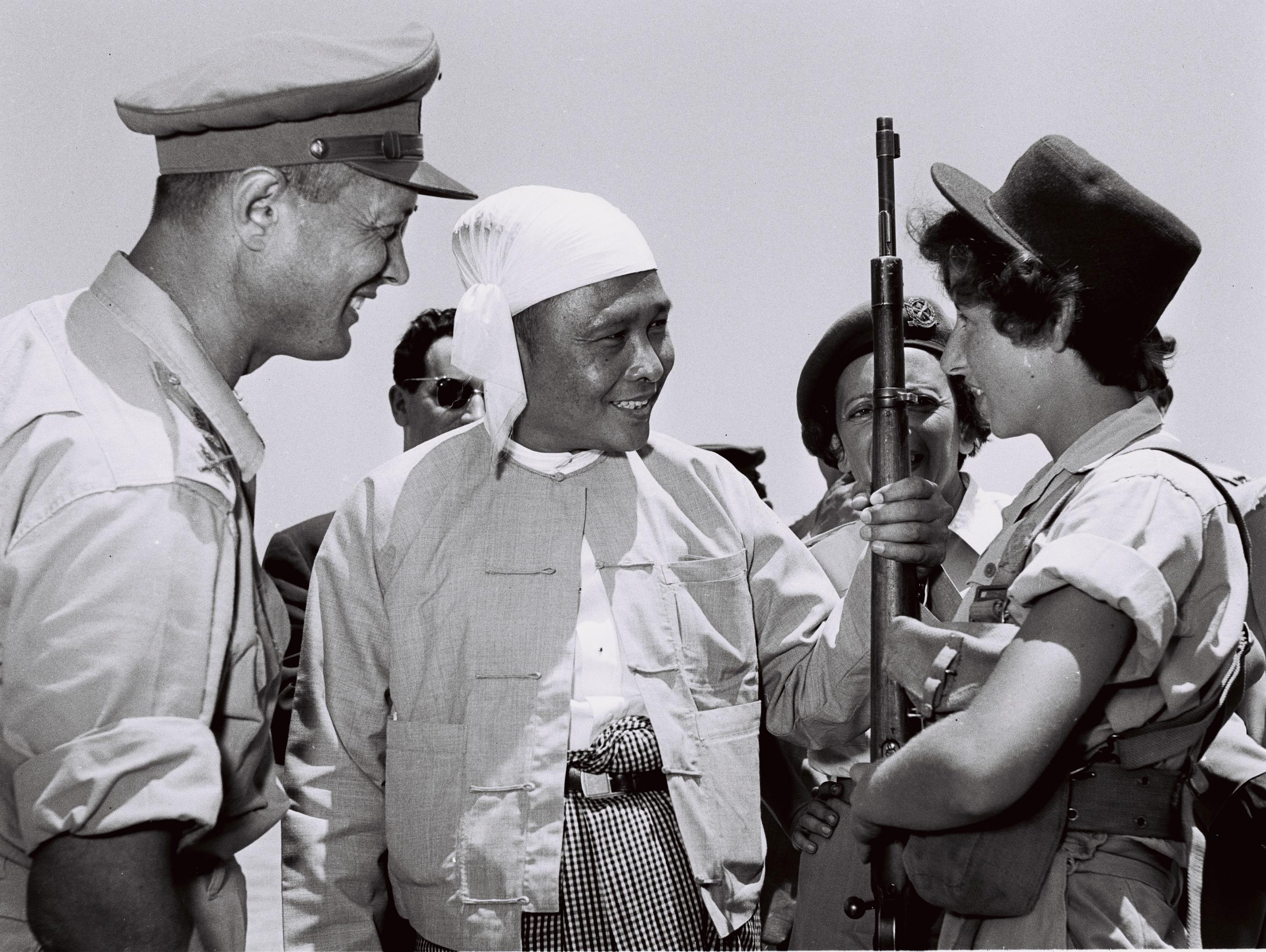
У Ну посещает израильскую военную базу в сопровождении начальника генштаба Моше Даяна, 1 мая 1955 года

Премьер-министр Бирмы в 1948—1956, 1957—1958 и 1960—1962 годах. После военного переворота и прихода к власти Революционного совета (1962) У Ну находился в тюрьме (1962—1966). В 1969 году выехал в Таиланд, где создал Объединённый национально-освободительный фронт, поставивший целью насильственное свержение правительства Революционного совета диктатора Не Вина.
В 1973 году отошёл от политической деятельности и поселился в Индии, приняв сан буддийского монаха.
В 1980 году У Ну повторно вернулся в Бирму, воспользовавшись амнистией. Был арестован в 1988 году после военного путча, ему было предъявлено обвинение в попытке создания своего правительства, и он был отправлен под домашний арест; освобождён в 1992 году.